# Pulbere de stele (roman de Neil Gaiman)
Pulbere de stele (1999) (titlu original Stardust) este primul roman scris doar de Neil Gaiman și este însoțit, de obicei, de ilustrații realizate de Charles Vess. Pulbere de stele are un ton și un stil diferite de majoritatea prozelor de ficțiune ale lui Gaiman, fiind scris în tradiția fantezie englezească pre-J. R. R. Tolkien și călcând pe urmele unor autori ca Edward Plunkett și Hope Mirrlees. El povestește aventurile unui tânăr din satul Wall, care mărginește magica Lume a Zânelor.
În 2007, cartea a fost ecranizată în filmul Pulbere de stele, primind în general aprecieri pozitive. Gaiman a făcut unele referiri la posibilitatea unei continuări sau, cel puțin, la o altă carte în care să apară satul Wall.

## Cadrul acțiunii
Pulbere de stele începe într-o mică localitate englezească, Wall, aflată la distanță de o noapte de condus de Londra. Wall a primit numele de la un vechi zid (wall, în engleză) de piatră din partea de est, în care se află o mică deschizătură către pădure. Această deschizătură este un portal către magica Lume a Zânelor, păzită tot timpul, în afara unei zile de mai o dată la nouă ani.
Lumea Zânelor, care apare în multe opere ale lui Gaiman - cum ar fi The Sandman și The Books of Magic, este compusă din "fiecare teritoriu care a fost scos de pe hartă de către exploratorii și oamenii curajoși care s-au dus să dovedească faptul că el nu există", conținând astfel multe ființe și obiecte mistice. Mare parte a acțiunii are loc în Stormhold, un regat din Lumea Zânelor care și-a primit numele de la fortăreața săpată în Muntele Huon.
Povestea începe la sfârșitul lunii aprilie 1839, când Henry Draper fotografia Luna, iar Charles Dickens serializa Oliver Twist. Cea mai mare parte a acțiunii se desfășoară șaptesprezece ani mai târziu, în jurul lunii octombrie 1856.

## Istoria publicării
Pulbere de stele a fost inițial concepută de Gaiman și Vess ca o "carte de povești cu imagini", creată de amândoi pentru DC Comics. În timpul unui interviu care a fost inclus în cartea audio, Neil Gaiman explică modul în care, într-o zi, în timp ce conducea, a văzut pe marginea drumului un zid care i-a dat ideea Lumii Zânelor din spatele său. În continuare, s-a gândit să scrie despre un romancier american care se mută în Anglia și află despre zid, cartea urmând să se intituleze, simplu, Wall. Curând după ce a fost nominalizat pentru un premiu literar pe care l-a câștigat, la petrecerea de sărbătorire a văzut o stea căzătoare și i-a venit ideea pentru Pulbere de stele. L-a luat pe Vess de la petrecerea la care se afla și i-a descris acțiunea, iar Vess a fost de acord să ilustreze cartea. Inițial a fost lansat în 1997 în ceea ce este ce mediul BD numește 'format prestige', într-o mini-serie în ediție limitată de patru numere.  Asta înseamnă că a apărut o dată pe lună, într-un BD de înaltă calitate atât a formatului, cât și a hârtiei și a culorilor, fără reclame.
Gaiman și Vess doreau ca povestea să apară într-un singur volum, care ar fi reprodus mai bine ilustrațiile pictate de Vess și ar fi constituit o "carte de povești" pentru toate vârstele, reușind acest demers în 1998. Gaiman a păstrat drepturile de autor ale textului și, în 1999, încurajat de editorul Avon, a decis să publice Pulbere de stele sub forma unui roman clasic, fără ilustrații. Cartea a avut succes și în rândurile cititorilor de "romane de dragoste", deși este considerată a face parte din genul fantasy.

## Premii
Seria BD originală a primit voturile pentru premiul fanilor la Comics Buyer's Guide pentru "Seria limitată preferată" în 1998 și 1999. Ediția într-un singur volum a primit voturile fanilor la Comics Buyer's Guide pentru "Albumul ilustrat preferat retipărit" în 1999.
În 1999, Mythopoeic Society le-a acordat lui Neil Gaiman și Charles Vess Mythopoeic Fantasy Award for Adult Literature Arhivat în 18 mai 2008, la Wayback Machine. pentru Pulbere de stele. Romanul a fost nominalizat la premiul Locus în același an.
În 2000, a primit Alex Award din partea American Library Association, care l-a numit unul dintre cele "zece cărți scrise pentru adulți care au o atracție specială pentru tineri".

## Critici
Meredith Collins a scris despre folosirea imageriei și motivelor victoriene, stabilind că "Pulbere de stele" se înscrie în tradiția victoriană a basmelor. Ea a analizat atât folosirea de către Gaiman a referințelor explicite la Regina Victoria de la începutul cărții, cât și inspirația evidentă a lui Vess din Arthur Rackham și Walter Crane, incluzând o ilustrație care este extrem de asemănătoare cu cea făcută de primul pentru Vântul prin sălcii. Pe de altă parte, ea vede în Pulbere de stele elemente și structuri aparținând BD-ului, conducând-o spre concluzia că opera este un hibrid între tradiția basmelor victoriene și tradiția contemporană BD cu care e asociat Gaiman.

## Traduceri în limba română
- 2007 - Pulbere de stele, Ed. Tritonic, traducere Liviu Radu, 224 pag., ISBN 978-973-733-124-3
- 2007 - Pulbere de stele, ediția a II-a, Ed. Tritonic, traducere Liviu Radu, 224 pag., ISBN 978-973-733-169-4
- 2012 - Pulbere de stele, Ed. Arthur, traducere Liviu Radu, 224 pag., ISBN 978-606-8044-09-5